# ФК «Славія» (Прага) в сезоні 1918
Сезон ФК «Славія» (Прага) 1918 — сезон чехословацького футбольного клубу «Славія». У Середньочеській лізі команда посіла перше місце. У Середньочеському кубку дійшла до фіналу.

## Склад команди
| № | Поз. | Нац.           | Гравець             |
| - | ---- | -------------- | ------------------- |
|   | ВР   | Чехословаччина | Главачек            |
|   | ЗХ   | Чехословаччина | Антонін Раценбергер |
|   | ЗХ   | Чехословаччина | Морвай              |
|   | ПЗ   | Чехословаччина | Р. Вальдгегер       |
|   | ПЗ   | Чехословаччина | Заїчек              |
|   | ПЗ   | Чехословаччина | Валентин Лоос       |
|   | ПЗ   | Чехословаччина | Франтішек Фіхта     |

| № | Поз. | Нац.           | Гравець        |
| - | ---- | -------------- | -------------- |
|   | НП   | Чехословаччина | Йозеф Бєлка    |
|   | НП   | Чехословаччина | Ян Ванік       |
|   | НП   | Чехословаччина | Гаєк           |
|   | НП   | Чехословаччина | Вацлав Прошек  |
|   | НП   | Чехословаччина | Йозеф Седлачек |
|   | НП   | Чехословаччина | Вацлав Шубрт   |

## Історія
У весняній частині «Славія» впевнено перемогла в Середньочеській лізі. Також клуб виграв Великодній турнір, участь у якому брали чотири найсильніших празьких команди. Військові й політичні події призвели до того, що команда не грала міжнародних матчів.
Восени було організоване проведення Середньочеського кубка. Цей турнір стане регулярним і проводитиметься до 40-х років. «Славія» вийшла в фінал і поступилась «Спарті».
На війні загинули троє колишніх футболістів клубу: Йозеф Бенда, Ладислав Медек і Зденек Бурда.

## Чемпіонат Чехословаччини

### Середньочеська ліга
Інформація про турнір не повна. Відомо, які місця зайняли команди. «Славія» виграла всі матчі з загальним рахунком 53:3.
|   | Команди           |
| - | ----------------- |
| 1 | Славія (Прага)    |
| 2 | Спарта (Прага)    |
| 3 | Вршовіце (Прага)  |
| 4 | Вікторія (Жижков) |
| 5 | Уніон (Жижков)    |
| 6 | Метеор-VIII       |
| 7 | СК Прага VII      |
| 8 | Лібень (Прага)    |
| 9 | Сміхов (Прага)    |

### Таблиця результатів
| 1925                | СЛА  | СПА | ВРШ | ВІК | УНІ | МЕТ | ПРА | ЛІБ  | СМІ  |
| ------------------- | ---- | --- | --- | --- | --- | --- | --- | ---- | ---- |
| Славія (Прага)      | ХХХ  | 1:0 | 8:0 | 5:0 | 5:0 | 8:0 | 5:1 | 10:0 | 11:2 |
| Спарта (Прага)      | 0:1  | ХХХ | 8:2 | ?   | 0:0 | 6:1 | 2:0 | 7:0  | 5:0  |
| Вршовіце (Прага)    | 0:8  | 2:8 | ХХХ | 4:2 | 2:0 | 5:3 | ?   | 3:0  | 1:1  |
| Вікторія (Жижков)   | 0:5  | ?   | 2:4 | ХХХ | ?   | 4:0 | 2:1 | 7:1  | ?    |
| Уніон (Жижков)      | 0:5  | 0:0 | 0:2 | ?   | ХХХ | 0:1 | 2:1 | ?    | 3:1  |
| Метеор-VIII (Прага) | 0:8  | 1:6 | 3:5 | 0:4 | 1:0 | ХХХ | ?   | 0:0  | 1:2  |
| СК Прага VII        | 1:5  | 0:2 | ?   | 1:2 | 1:2 | ?   | ХХХ | ?    | 0:5  |
| Лібень (Прага)      | 0:10 | 0:7 | 0:3 | 1:7 | ?   | 0:0 | ?   | ХХХ  | 3:2  |
| Сміхов              | 2:11 | 0:5 | 1:1 | ?   | 1:3 | 2:1 | 5:0 | 2:3  | ХХХ  |

### Матчі
- 17.03, Славія — Лібень — 10:0 (Бєлка, Ванік-5, Седлачек-4)[1]
- 25.03, Славія — Метеор ХІІІ — 8:0 (Прошек-6, Лоос, Седлачек)[2][3]
- 7.04, Славія — Уніон — 5:0 (Ванік-2, Фіхта, Бєлка, ?)[4]
- 21.04, Славія — Сміхов — 11:2 (Ванік-2, Седлачек-5, Бєлка-2, Прошек-2)[5]
- 28.04, Славія — Прага XV — 5:1 (?, Ванік, Прошек-2, Бєлка)[6]
- 5.05, Славія — Вршовіце — 8:0 (Ванік-3, Прошек-3, Седлачек, ?)[7]
  - Славія: Главачек — Ратценбергер, Р. Вальдгегер — Лоос, Фіхта, Заїчек — Седлачек, Бєлка, Ванік, Прошек, Шубрт
- 12.05, Славія — Вікторія — 5:0 (Бєлка, Седлачек, Ванік-3)[8]

Матч між «Славією» і «Спартою» був перенесений на 9 червня у зв'язку з великою кількість травмованих у складі «спартанців». «Славія» перемогла з мінімальним рахунком.
| 9 червня 1918 |

| Славія (Прага) | 1 — 0 | Спарта (Прага) |
| -------------- | ----- | -------------- |
| ?              |       |                |

| Прага Глядачів: 8000 |

Славія: Главачек — Ратценбергер, Р.Вальдгегер — Лоос, Фіхта, Заїчек — Седлачек, Бєлка, Ванік, Прошек, Шубрт

### Фінальний турнір
Переможці регіональних ліг розіграли між собою титул чемпіона країни. Всі матчі не відбулись.

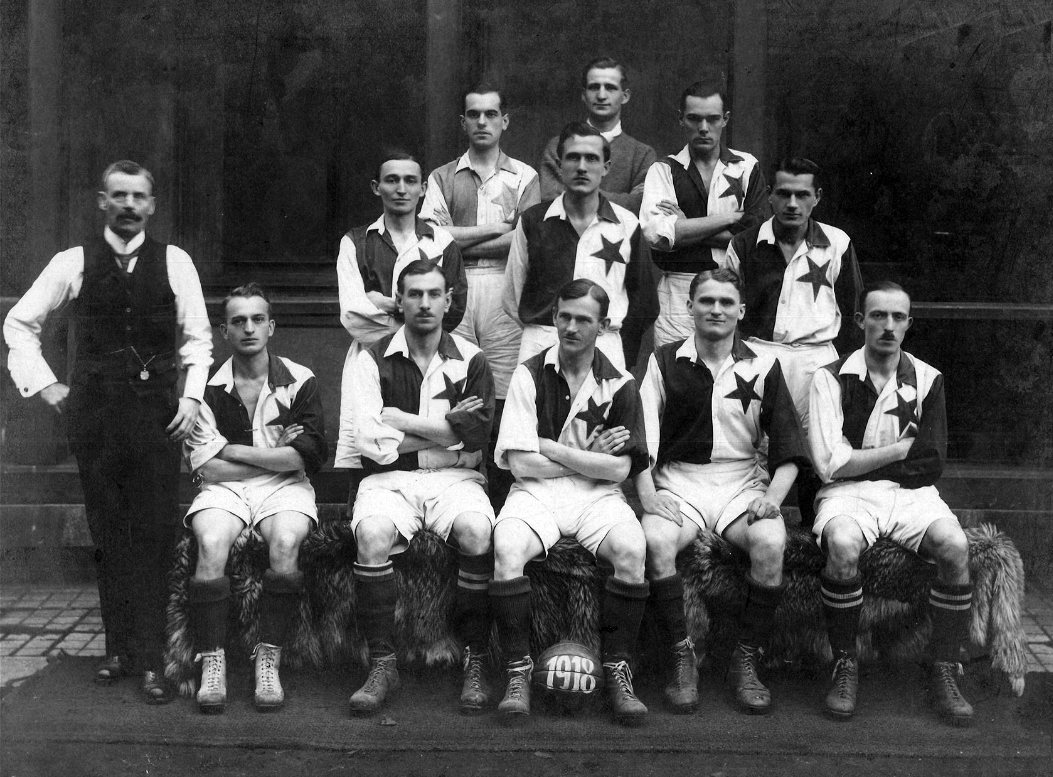
Футболісти «Славії» в 1918 році. ліворуч стоїть легендарний тренер Джонні Медден. Футболісти зліва направо: Раценбергер, Турек, Морвай (вехній ряд), Я.Вальдгегер, Фіхта, В.Заїчек (середній ряд), Гаєк, В.Лоос, Бєлка, Ванік, Прошек (нижній ряд)

Один з цих матчів: 
- «Славія» (Прага) — СК «Крочеглави» — 5:1

|   | турнірна таблиця   | І | В | Н | П | МЗ | МП | DR  | О |
| - | ------------------ | - | - | - | - | -- | -- | --- | - |
| 1 | Славія (Прага)     | 3 | 3 | 0 | 0 | 15 | 2  | +13 | 6 |
| 2 | Пардубіце          | 2 | 1 | 0 | 1 | 5  | 9  | -1  | 2 |
| 3 | Крочеглави         | 2 | 1 | 0 | 1 | 4  | 6  | -2  | 2 |
| 4 | Вікторія (Пльзень) | 3 | 0 | 0 | 3 | 2  | 12 | -10 | 0 |

## Великодній турнір
Чотири провідних празьких команди провели змагання в три тури. Учасники: «Славія», «Спарта», «Вршовіце» і «Вікторія». Ігри проходили на полях «Спарти» і «Славії».
1 тур, 24 березня
- «Славія» — «Спарта» — 4:2 (Ванік-3, Седлачек — Крженек, Ф.Кожелуг)
  - Склад «Славії»: Главачек — Ратценбергер, Р.Вальдгегер — Лоос, Фіхта, Заїчек — Седлачек, Бєлка, Ванік, Прошек, Шубрт
- «Вікторія» — «Вршовіце» — 4:0

2 тур, 31 березня
- «Славія» — «Вікторія» — 1:0
- «Вршовіце» — «Спарту» — 2:1

3 тур, 1 квітня
- «Славія» — «Вршовіце» — 5:2
- «Спарта» — «Вікторія» — 0:7

### Підсумкова таблиця
- 1 місце — «Славія», 6 очок
- 2 місце — «Вікторія», 4 очка
- 3 мічце — «Вршовіце», 2 очка
- 4 місце — «Спарта», 0 очок

## Середньочеський кубок
1/4 фіналу
- 27.10. «Славія» — СК «Дейвиці» — 8:0 (Бєлка-3, Лоос-3, Ванік)
  - Главачек, Раценбергер, Й.Вальдгегер, Заїчек, Фіхта, Р.Вальдгегер, Прошек, Бєлка, Ванік, Лоос, Гаєк[9]

1/2 фіналу
- «Славія» (Прага) — «Уніон» (Жижков) — 2:0

Фінал
| 10 листопада 1918 |

| «Славія» (Прага) | 1 — 4 | «Спарта»         |
| ---------------- | ----- | ---------------- |
| Ванік            |       | Червений Тламіха |

| «Летна/Славія» (Прага) Глядачів: 12 000 Арбітр: Франтішек Цейнар |

«Славія»: Главачек — Раценбергер, Морвай — Р.Вальдгегер, Фіхта, Заїчек — Гаєк, В.Лоос, Бєлка, Ванік, Прошек. Тренер: Мадден
«Спарта»: Пейр, Янда, Поспішил, Пешек-Кадя, Фівебр, Коленатий, Червений, Седлачек, Пілат, Шифнер, Тламіха-Ада

## Товариські матчі
| 10.02.1918 |

| Славія (Прага)              | 12 — 1 | «Славія-2» |
| --------------------------- | ------ | ---------- |
| Седлачек Ванік Голец Прошек | звіт   | Шквор      |

|  |

Славія: Главачек, Раценбергер, Вальдгегер, Лоос, Фіхта, Заїчек, Гаєк, Бєлка, Голец, Седлачек, Прошек
Ванечек, Зіма, Ярда, Мареш, Руда, Шкржіван, Ружичка, Шквор, Земан, Маліна, Волфел
| 3.03.1918 |

| Славія (Прага)        | 9 — 0 | «Метеор VIII» |
| --------------------- | ----- | ------------- |
| Седлачек Ванік Прошек | звіт  |               |

|  |

Славія: Главачек — Ратценбергер, Р. Вальдгегер — Лоос, Фіхта, Заїчек — Седлачек, Бєлка, Ванік, Прошек, Гаєк
- 17.02. «Славія» — «Уніон» — 3:0 (Прошек, Фіхта, Ванік)
- 24.02. «Славія» — «Лібень» — 4:0 (Ванік-3, Седлачек)
- 10.03. «Славія» — «Бубенеч» — 7:0
- 17.11. «Славія» — «Метеор Виногради» — 2:4

## Виступи за збірні
Футболісти «Славії» виступали в складі збірної Праги.
- 2.12.1918. Прага — Кладно 4:1

«Славію» представляли: Франтішек Фіхта, Ян Ванік і Вацлав Прошек.